# USS Barker (DD-213)
USS Barker (DD-213) là một tàu khu trục lớp Clemson được Hải quân Hoa Kỳ chế tạo vào cuối Chiến tranh Thế giới thứ nhất, và đã tiếp tục phục vụ trong Chiến tranh Thế giới thứ Hai cho đến khi xung đột kết thúc. Nó là chiếc tàu chiến duy nhất của Hải quân Hoa Kỳ được đặt tên theo Chuẩn đô đốc Albert S. Barker (1845-1916).

## Thiết kế và chế tạo
Barker được đặt lườn vào ngày 30 tháng 4 năm 1919 tại xưởng tàu của hãng William Cramp and Sons ở Philadelphia. Nó được hạ thủy vào ngày 11 tháng 9 năm 1919, được đỡ đầu bởi bà Albert S. Barker, vợ góa của đô đốc Baker; và được đưa ra hoạt động vào ngày 27 tháng 12 năm 1919 dưới quyền chỉ huy của Hạm trưởng, Thiếu tá Hải quân C. A. Windsor.

## Lịch sử hoạt động

### Giữa hai cuộc thế chiến
Vào tháng 6 năm 1920, Barker khởi hành đi sang khu vực Trung Đông để gia nhập Đội khu trục 35 trực thuộc Lực lượng Hải quân Hoa Kỳ tại vùng biển Thổ Nhĩ Kỳ. Nó đã phục vụ trong nhiều tháng cùng Ủy ban Cứu trợ Hoa Kỳ tại Armenia, và đã viếng thăm nhiều cảng Thổ Nhĩ Kỳ và Trung Đông, trước khi lên đường hướng sang phía Đông vào cuối năm 1921 cho một lượt phục vụ kéo dài bốn năm tại Viễn Đông cùng Hạm đội Á Châu. Nó hoạt động tại các vùng biển Philippines và châu Á cho đến khi rời Manila vào tháng 5 năm 1925 để quay trở về Hoa Kỳ.
Trong hai năm tiếp theo, Barker phục vụ cùng Lực lượng Tuần tiễu dọc theo vùng bờ Đông Hoa Kỳ, và tuần tra ngoài khơi Nicaragua từ ngày 10 đến ngày 31 tháng 1 năm 1927 trong chiến dịch thứ hai tại đây. Sau đó nó nhận nhiệm vụ một lượt phục vụ kéo dài hai năm cùng Lực lượng Hải quân Hoa Kỳ tại châu Âu, thực hiện các chuyến viếng thăm thiện chí đến nhiều cảng châu Âu. Từ tháng 8 năm 1929 đến tháng 12 năm 1941, Barker được điều động sang Trạm châu Á và phục vụ cùng các đội khu trục trực thuộc Hải đội châu Á. Trong giai đoạn có nhiều biến động tại khu vực này, nó đã tham gia bảo vệ các quyền lợi của Hoa Kỳ tại đây.

#### Sự cố SSPresident Hoover
Sáng sớm ngày 11 tháng 12 năm 1937, tàu biển chở hành khách SS President Hoover thuộc hãng tàu Dollar Steamship Lines bị mắc cạn do một cơn bão tại Kasho-to, phía Đông Đài Loan. Barker lập tức được phái đi từ Căn cứ hải quân Olongapo, và tàu khu trục chị em USS Alden cũng được phái đi từ Manila để trợ giúp. Hai chiếc tàu khu trục chỉ đạt tốc độ tối đa 12 hải lý trên giờ (22 km/h) do biển động mạnh, nhưng cuối cùng cũng đến được Kasho-to lúc 12 giờ 45 phút ngày hôm sau. Vào lúc này, 330 thành viên thủy thủ đoàn của Hoover đã hầu như đưa được 503 hành khách lên bờ an toàn. Tuy nhiên một số thủy thủ của Hoover đã xâm nhập vào hầm rượu của chiếc tàu chở hành khách, uống rượu, và khi lên bờ bắt đầu quấy rối các hành khách nữ. Một nhóm tsi7 quan và thủy thủ của Alden đã lên chiếc Hoover để bảo vệ tài sản, trong khi các đội đổ bộ của Alden và Barker đã lên bờ để duy trì trật tự.

### Chiến tranh Thế giới thứ hai
Vào ngày 7 tháng 12 năm 1941, Barker đang có mặt tại Tarakan, Borneo; và sau khi nhận được tin tức về cuộc tấn công Trân Châu Cảng, nó lập tức tiến hành tuần tra tại khu vực lân cận. Trong thời gian còn lại của tháng 12 và trong suốt tháng 1 năm 1942, nó tuần tra và hộ tống vận tải tại khu vực Đông Ấn thuộc Hà Lan. Vào ngày 9 tháng 1 năm 1942, nó cùng các tàu khu trục Stewart, Pope, Parrott và Bulmer cùng các tàu tuần dương Boise và Marblehead, khởi hành từ Darwin, Australia đi Surabaya hộ tống cho chiếc tàu vận tải Bloemfontein. Đây là một phần của Đoàn tàu vận tải Pensacola rời Brisbane ngày 30 tháng 12 năm 1941 cùng lực lượng Lục quân tăng cường, bao gồm Lữ đoàn Pháo dã chiến 26 và Tiểu đoàn 1 Lữ đoàn Pháo dã chiến 131, cùng hàng tiếp liệu cho chúng, để hướng đến Java.
Đến tháng 2 năm 1942, Barker tham gia một nỗ lực tìm cách ngăn chặn cuộc tiến quân của Nhật Bản vào Đông Ấn thuộc Hà Lan. Nó tham gia các hoạt động phòng không ngoài khơi Bali vào ngày 4 tháng 2 và đảo Banka vào ngày 15 tháng 2. Nó bị hư hại do những quả bom ném suýt trúng trong hoạt động tại Banka, đòi hỏi phải được sửa chữa khẩn cấp. Nó rút lui về vịnh Exmouth, Australia, đến nơi vào ngày 19 tháng 2 để sửa chữa và đại tu.
Từ tháng 3 đến tháng 5 năm 1942, Barker hoạt động ngoài khơi Fremantle, Australia trong nhiệm vụ tuần tra và hộ tống vận tải. Sau đó nó đi Tongatapu, đến nơi vào ngày 24 tháng 5, và ở lại đây cho đến ngày 29 tháng 6, khi nó lên đường đi Trân Châu Cảng ngang qua Samoa và New Caledonia. Đến tháng 8, nó đi vào Xưởng hải quân Mare Island để đại tu. Từ tháng 10 năm 1942 đến tháng 5 năm 1943, nó hộ tống các đoàn tàu vận tải đi lại giữa San Francisco, California và Trân Châu Cảng.

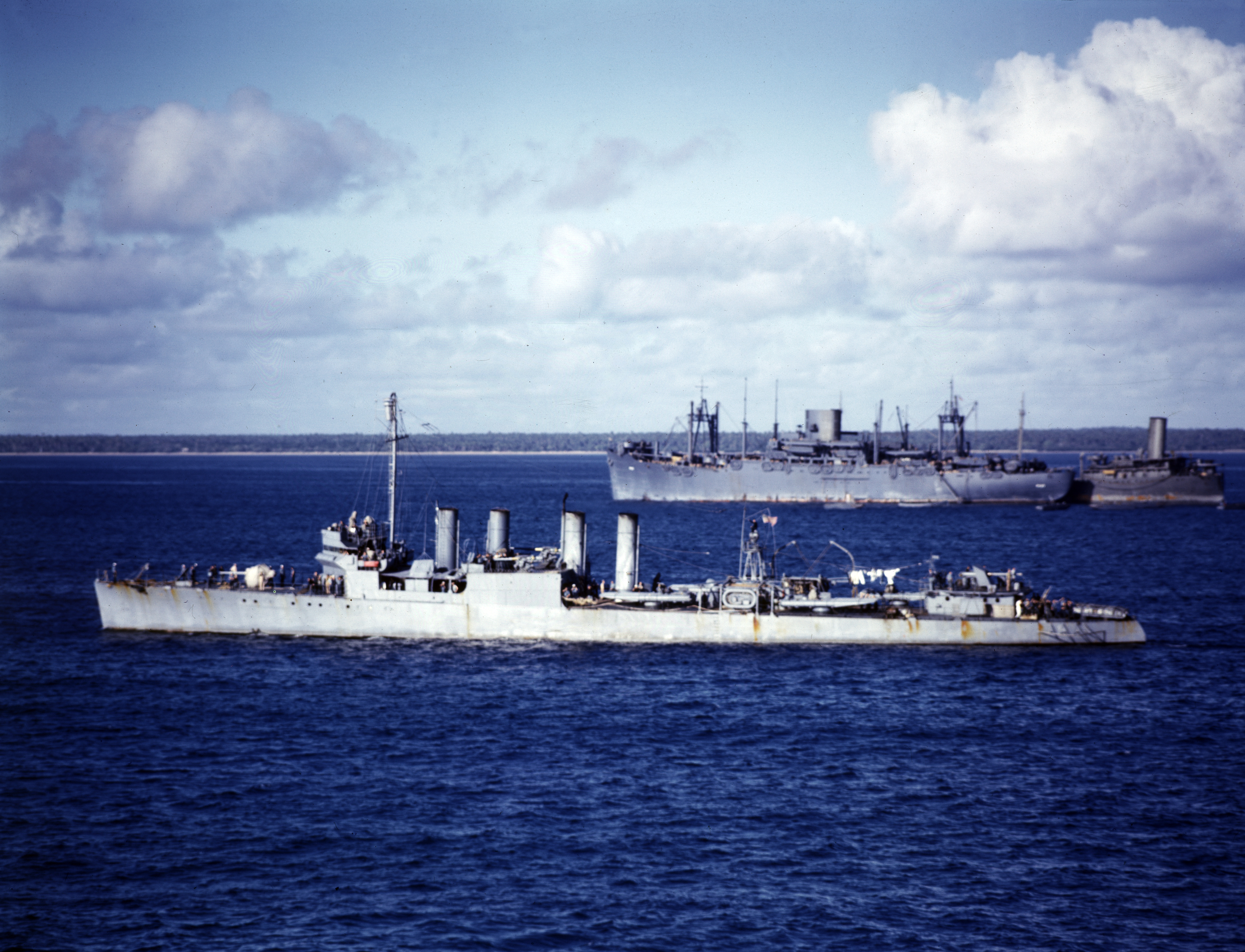
Barker và USS President Jackson (APA-18) tại Tongatabu, 21 tháng 7 năm 1942.

Barker rời San Diego, California vào ngày 23 tháng 5 năm 1943 để đi sang vùng bờ Đông, đi đến Casco Bay, Maine vào ngày 2 tháng 6. Đến ngày 27 tháng 6, trong thành phần của Đội đặc nhiệm 21.12, một đội tìm-diệt tàu ngầm hình thành chung quanh tàu sân bay hộ tống Core (CVE-13), nó rời New York để săn lùng tàu ngầm đối phương trong Đại Tây Dương. Khi tàu ngầm U-boat Đức U-487 bị máy bay của Core đánh chìm vào ngày 13 tháng 7, Barker đã vớt được 33 người sống sót. Quay trở về New York vào ngày 1 tháng 8, nó lại lên đường cùng đội đặc nhiệm vào ngày 16 tháng 8 cho một đợt càn quét chống tàu ngầm khác. Vào ngày 24 tháng 8, máy bay của Core lại đánh chìm các tàu ngầm U-534 và U-185; Barker đã vớt được 36 người sống sót từ chiếc U-185.
Từ ngày 6 tháng 9 năm 1943 đến ngày 1 tháng 10 năm 1944, Barker thực hiện hai chuyến đi hộ tống vận tải vượt Đại Tây Dương đến Anh Quốc cùng bốn chuyến khác đến Bắc Phi. Trong thời gian còn lại của chiến tranh, nó đảm nhiệm hộ tống vận tải tại vùng biển Caribe, đến Newfoundland và dọc theo bờ Đông Hoa Kỳ. Nó đi đến Philadelphia vào ngày 4 tháng 6 năm 1945, nơi nó được cho ngừng hoạt động vào ngày 18 tháng 7 và bị bán để tháo dỡ vào ngày 30 tháng 11 năm 1945.

## Phần thưởng
Barker được tặng thưởng hai Ngôi sao Chiến trận do thành tích phục vụ trong Chiến tranh Thế giới thứ hai.